# Corrida por pontos

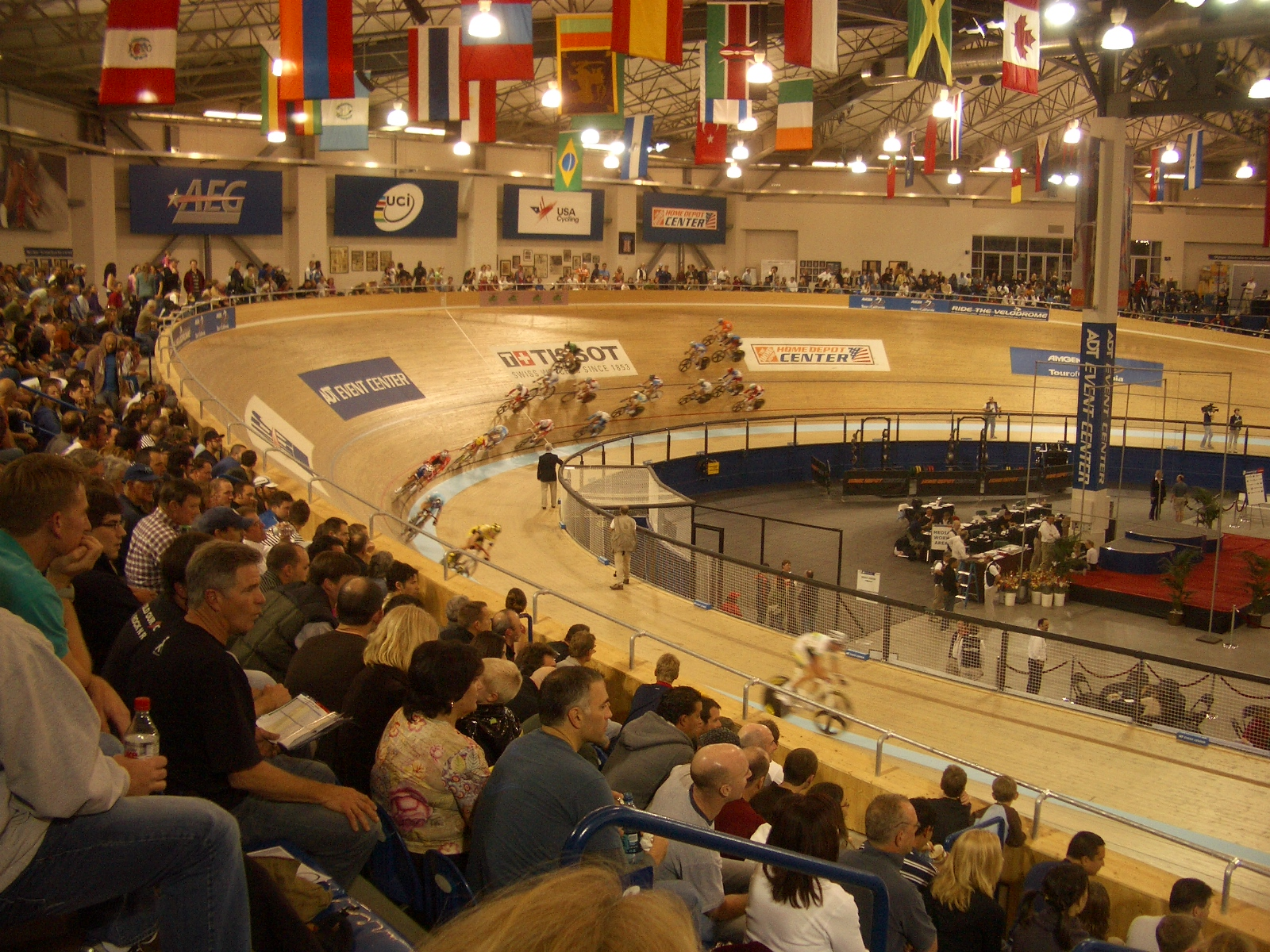
Corrida por pontos em Home Depot Center, Carson, Estados Unidos

A corrida por pontos é uma prova de ciclismo em pista disputada por 20 a 30 corredores numa distância máxima de 40 quilómetros para os homens e 25 quilómetros para as mulheres. A classificação final estabelece-se aos pontos ganhados e acumulados pelos corredores durante os sprints intermediários e por volta vencida.

## Apresentação
Trata-se de uma carreira de endurance disputada numa distância de 120 a 160 voltas para os homens e as mulheres, seja aproximadamente 40 minutos de esforço. Um sprint mantém-se todas as dez voltas, com 5, 3, 2 e 1 pontos atribuídos aos 4 primeiros da cada sprint. O vencedor da carreira é o que tem acumulado mais pontos ao finalizar a carreira. Além dos sprints, os corredores que conseguem tomar uma volta ao pelotão obtenham 20 pontos adicionais. Trata-se pois de ganhar os pontos necessários para ganhar a perseguição e sobretudo também vigiar os adversários.
Diferentes tácticas podem ser utilizadas para tentar ganhar a carreira. Certos corredores escolhem descansar-se no pelotão principal para conservar a energia para os sprints intermediários. Outros corredores tentam tomar rapidamente uma volta de avanço ao princípio da carreira e tentam daqui por diante defender a sua vantagem impedindo os demais corredores de tomar a sua volta ou uma volta de vantagem.

## Organização
Conforme o número de corredores que competem, podem existir mangas para apurar os finalistas numa série final.
Sobre as pistas de 250 metros ou menos, os sprints intermediários disputam-se todas as 10 voltas. Sobre as demais pistas, os sprints intermediários disputam-se :
- todas as 7 voltas nas pistas de 285,714 m
- todas as 6 voltas nas pistas de 333,33 m
- todas as 5 voltas nas pistas de 400 m.

Esta carreira é uma das provas mais difíceis de seguir, sobretudo para os espectadores menos familiares.

## Regulamento
Com o fim de distinguir as classificações dos competidores atribui-se pontos :
- aos sprints intermediários todos os 2 km (respectivamente 5, 3, 2 e 1 pontos atribuídos aos 4 primeiros),
- ao sprint final,
- um corredor que ganha uma volta ao pelotão principal obtém 20 pontos[1]
- um corredor que perde uma volta ao pelotão principal perde 20 pontos

A classificação final faz-se com o número de pontos acumulados.

Outras partes, das regras existem para facilitar o decorrer da carreira :
- Os corredores que contam um ou várias voltas de atraso ao pelotão podem estar eliminados pelos comissários
- Se numa volta que conta para a classificação, um ou dos corredores apanham o pelotão principal, este(s) corredor(es) beneficiaram do ganho de uma volta, pois 20 pontos. Os pontos do sprint estarão atribuídos aos corredores escapados seguintes ou àqueles da cabeça do pelotão
- Os corredores afastados do pelotão e apanhados por um ou dos corredores tomando uma volta não têm o direito de levar estes últimos, baixo pena de exclusão.

## Competições internacionais
A prova estava inscrita nos Jogos Olímpicos de 1984 a 2008 para os homens e de 1996 a 2008 para as mulheres.
Durante os Jogos Olímpicos e dos campeonatos do mundo, os participantes estão seleccionados em funções do seu resultado obtido durante as provas da Copa do mundo ao longo da temporada.
Em 2012 e pela primeira vez, a Corrida por pontos feitos parte da prova geral da Omnium masculino nos Jogos Olímpicos de Verão de 2012.